# Macaca
Macaca (Lacépède, 1799) è un genere di primati della famiglia Cercopithecidae.

## Descrizione
I macachi sono primati di dimensioni medie: la lunghezza del corpo può variare da 40 a 75 cm e il peso, che nei maschi supera quello delle femmine di circa il 50%, da 2,5 a 18 kg. La lunghezza della coda è un importante carattere identificativo della specie: a volte è molto corta o si riduce ad un organo vestigiale, come nella bertuccia, mentre in altre specie è lunga come il corpo.
Il colore varia tra il marrone, il grigio e il nero. Il muso è glabro e sporgente.

## Distribuzione e habitat

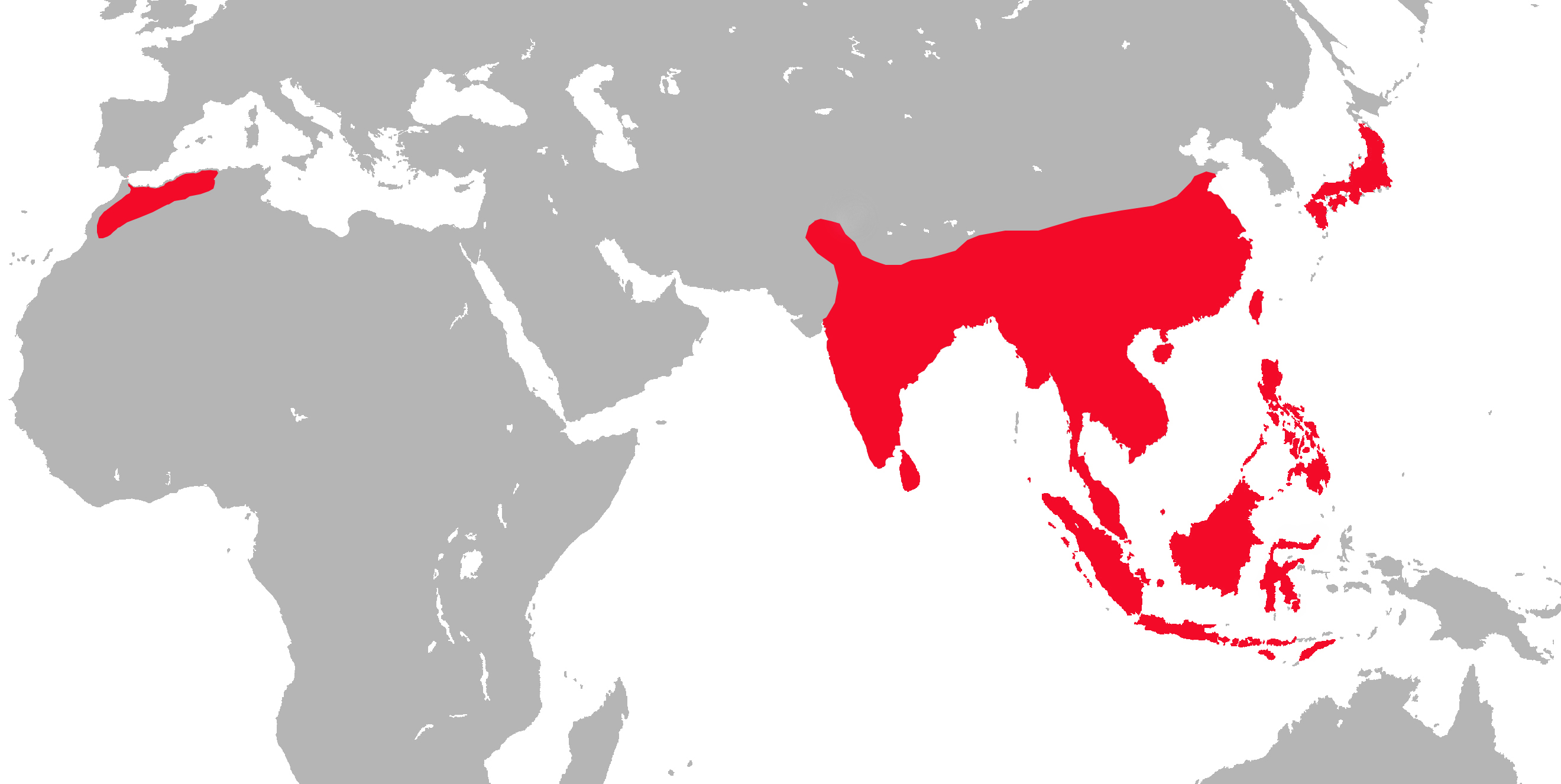
Areale del genere Macaca

I macachi sono il genere di primati a più ampia diffusione dopo l'uomo. Sono diffusi in larga parte dell'Asia: dall'Afghanistan alla Cina, dall'India al sudest asiatico al Giappone. Inoltre una specie (Macaca sylvanus, detta comunemente bertuccia) vive nell'Africa nord-occidentale.
In Europa è presente una sola specie, Macaca sylvanus, diffusa a Gibilterra.
Gli habitat sono vari: dalla foresta pluviale alla montagna, anche oltre i 2000 m di altitudine.
Durante il Pleistocene l'areale comprendeva anche parte dell'Europa meridionale, come testimoniano le specie fossili M. majori (trovata in Sardegna) e M. florentina (trovata in Toscana), e ulteriori resti fossili trovati in Grecia.

## Biologia
Sono animali con attività diurna e, anche se i macachi sono buoni arrampicatori, viene svolta per lo più al suolo.
La dieta è basata soprattutto sulla frutta, ma comprende vari altri cibi vegetali e all'occasione insetti, uova di uccelli, piccoli vertebrati e in alcuni casi anche crostacei.
Vivono in gruppi formati da 10 a 100 individui, nei quali la popolazione adulta contiene femmine in quantità da tre a quattro volte maggiore di quella dei maschi. I maschi in eccedenza formano gruppi di soli maschi.
La gestazione dura tra 160 e 170 giorni e porta alla nascita di un solo cucciolo che raggiunge la maturità sessuale fra 3 e 4 anni nel caso delle femmine e tra 6 e 7 anni in quello dei maschi.
L'aspettativa di vita è tra 15 e 20 anni in natura, ma può superare i 30 anni in cattività.

## Tassonomia
Il genere Macaca comprende 22 specie e numerose sottospecie. Lo stato di specie o di sottospecie è spesso fonte di controversie a causa del fatto che sono spesso interfecondi.
Gruppo sylvanus
- Macaca sylvanus (Linnaeus, 1758) - bertuccia

Gruppo nemestrina
- Macaca nemestrina (Linnaeus, 1766) - macaco nemestrino
- Macaca leonina (Blyth, 1863) - macaco nemestrino settentrionale
- Macaca hecki (Matschie 1901) - macaco di Heck
- Macaca maura (Schinz, 1825) - macaco nero
- Macaca nigra (Desmarest, 1822) - cinopiteco
- Macaca nigrescens (Temminck, 1849) - macaco di Gorontalo
- Macaca ochreata (Ogilby, 1841) - macaco a braccia grigie
- Macaca pagensis (Miller, 1903) - macaco delle Mentawai
- Macaca siberu (Fuentes e Olson, 1995) - macaco di Siberut
- Macaca silenus (Linnaeus, 1758) - sileno
- Macaca tonkeana (Meyer, 1899) - macaco di Tonkean

Gruppo sinica
- Macaca sinica (Linnaeus, 1771) - macaco dal berretto
- Macaca assamensis (McClelland, 1840) - macaco dell'Assam
- Macaca munzala (Sinha et al., 2005) - Macaco d'Arunachal
- Macaca radiata (É. Geoffroy Saint-Hilaire, 1812) - macaco dal berretto indiano
- Macaca thibetana (Milne-Edwards, 1870) - macaco tibetano

Gruppo fascicularis
- Macaca fascicularis (Raffles, 1821) - macaco cinomolgo
- Macaca arctoides (I. Geoffroy Saint-Hilaire, 1831) - macaco orsino

Gruppo mulatta
- Macaca mulatta (Zimmermann, 1780) - macaco reso
- Macaca cyclopis (Swinhoe, 1863) - macaco di Taiwan
- Macaca fuscata (Blyth, 1875) - macaco del Giappone

### Alcune specie

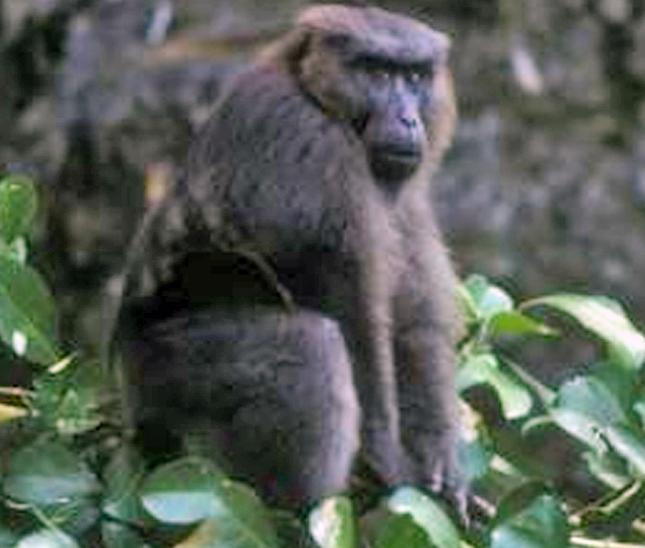
Macaca maura
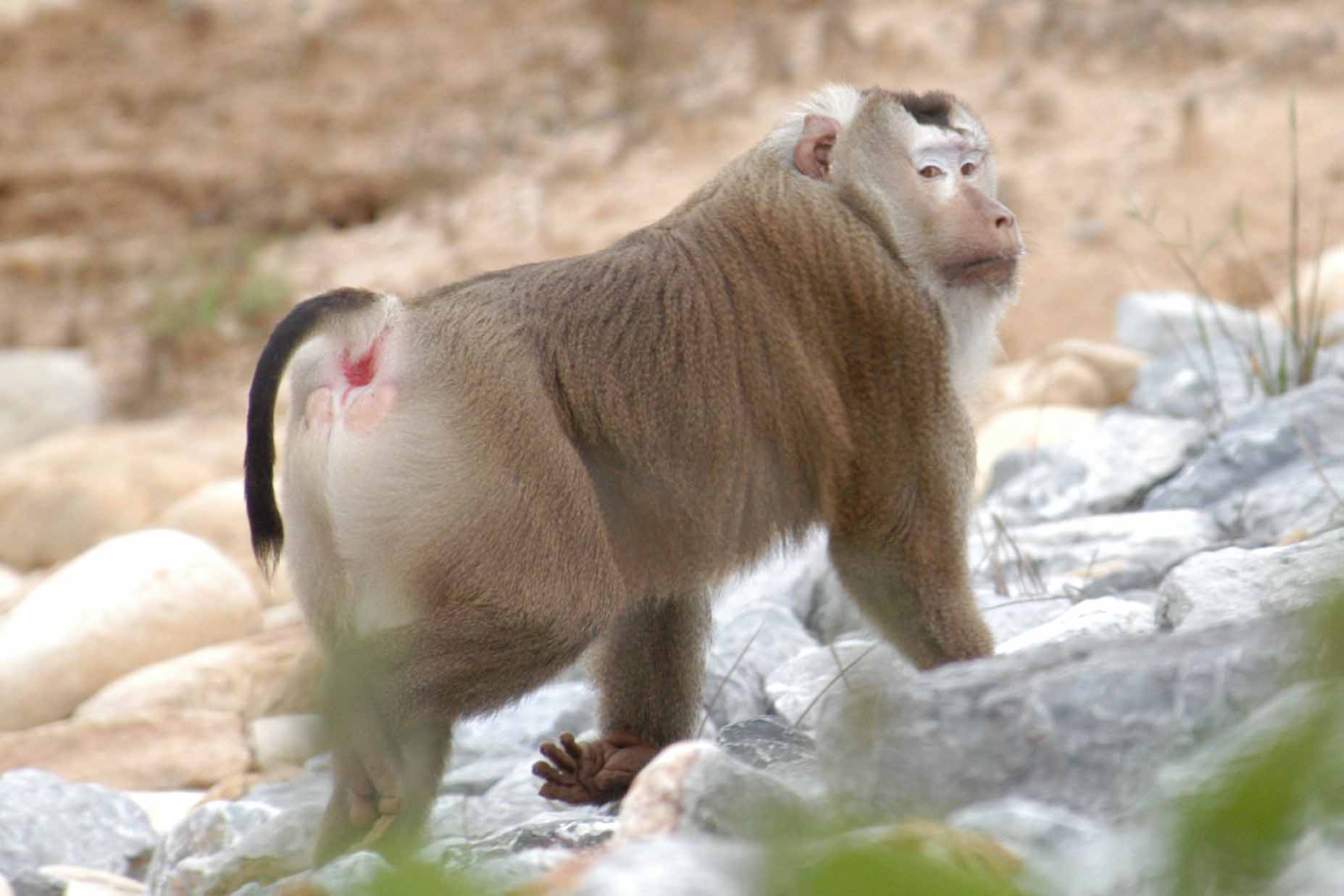
Macaca leonina
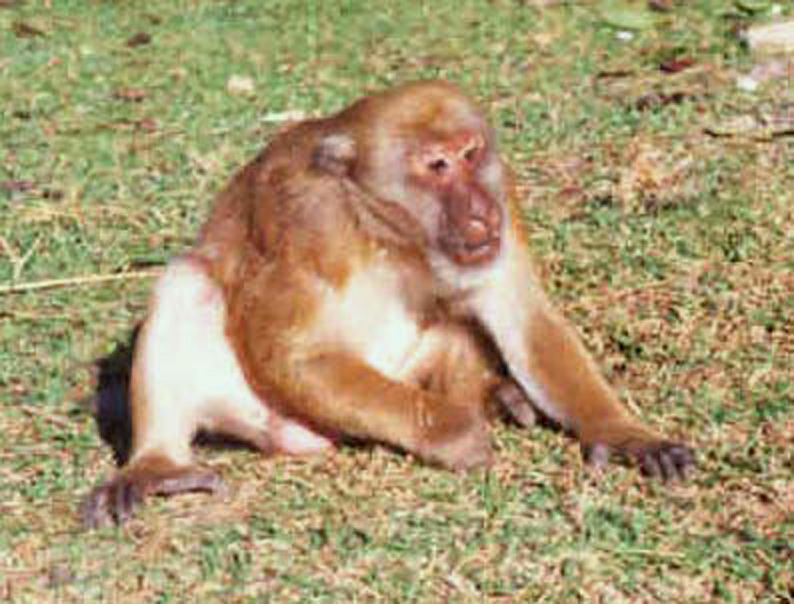
Macaca assamensis
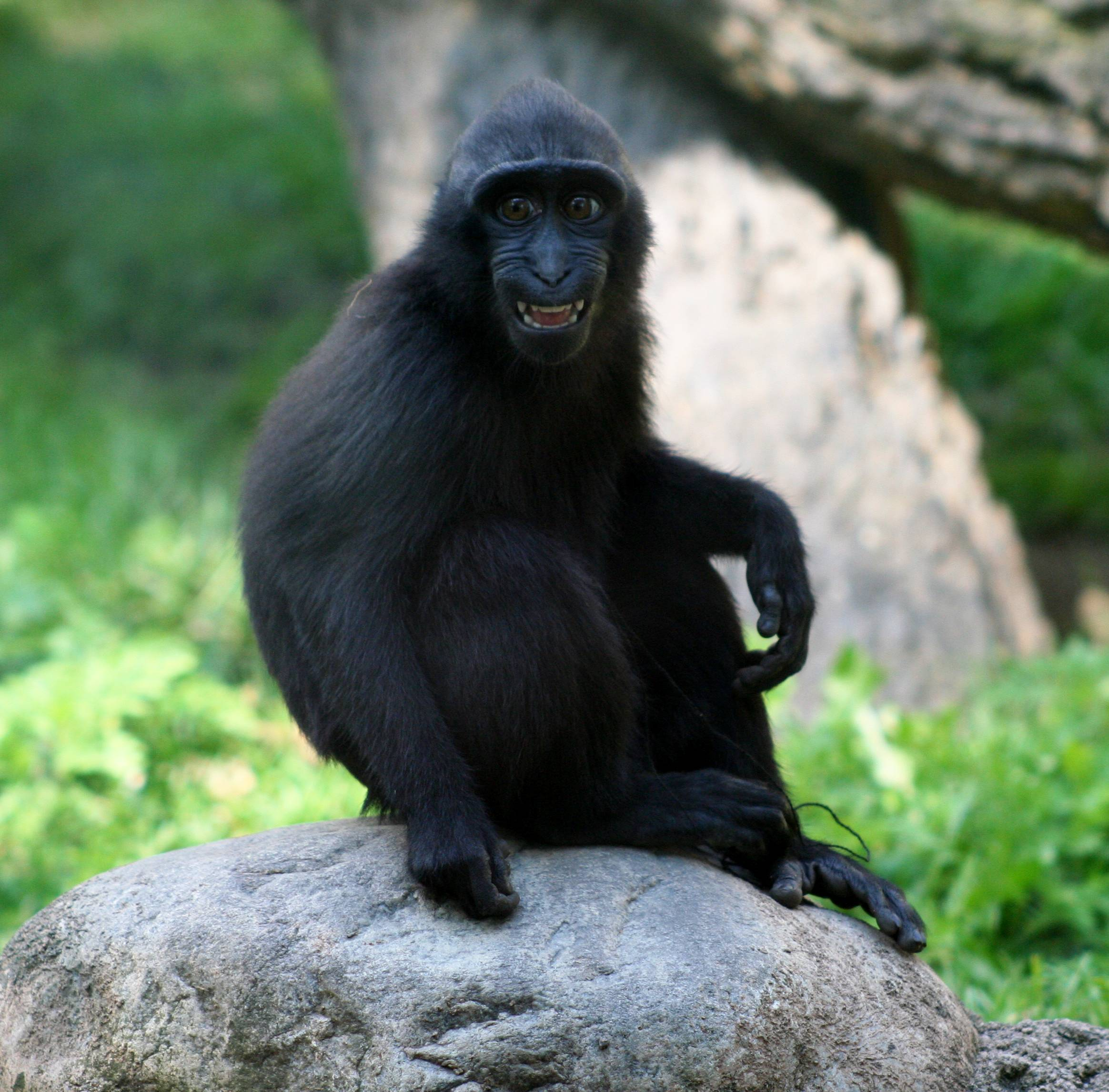
Macaca nigra
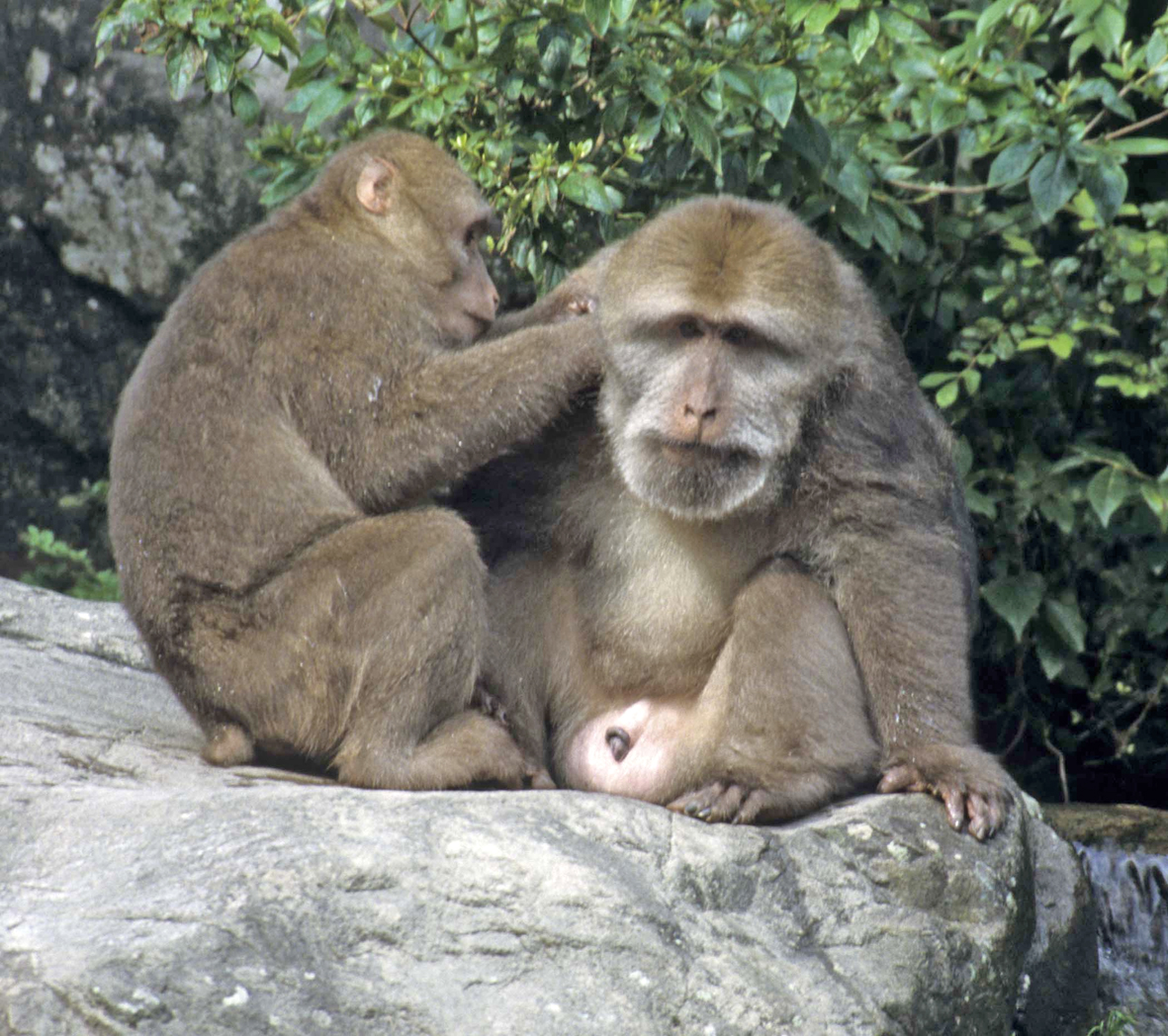
Macaca thibetana
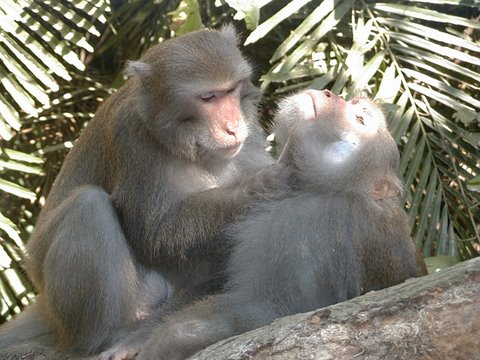
Macaca cyclopis
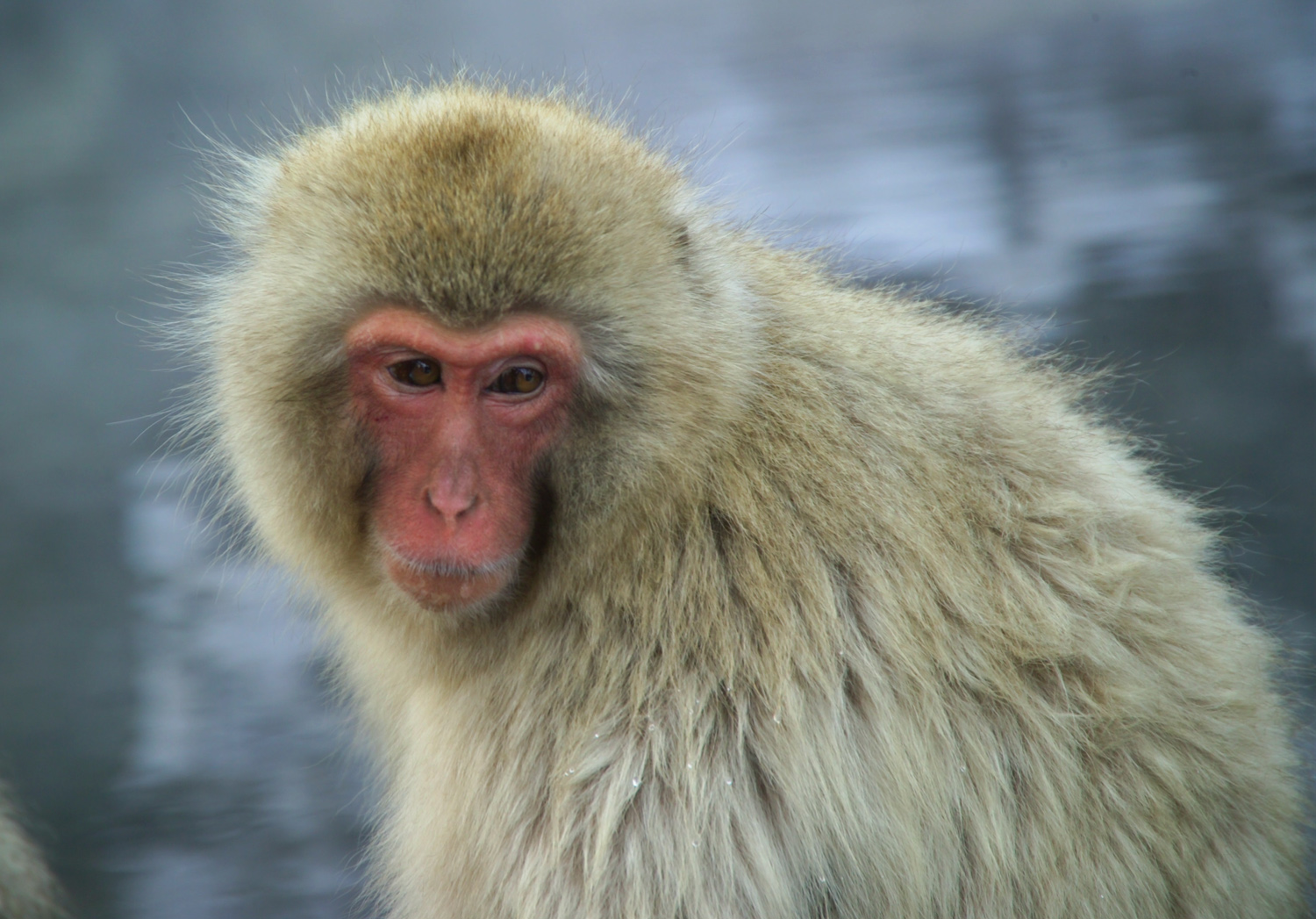
Macaca fuscata
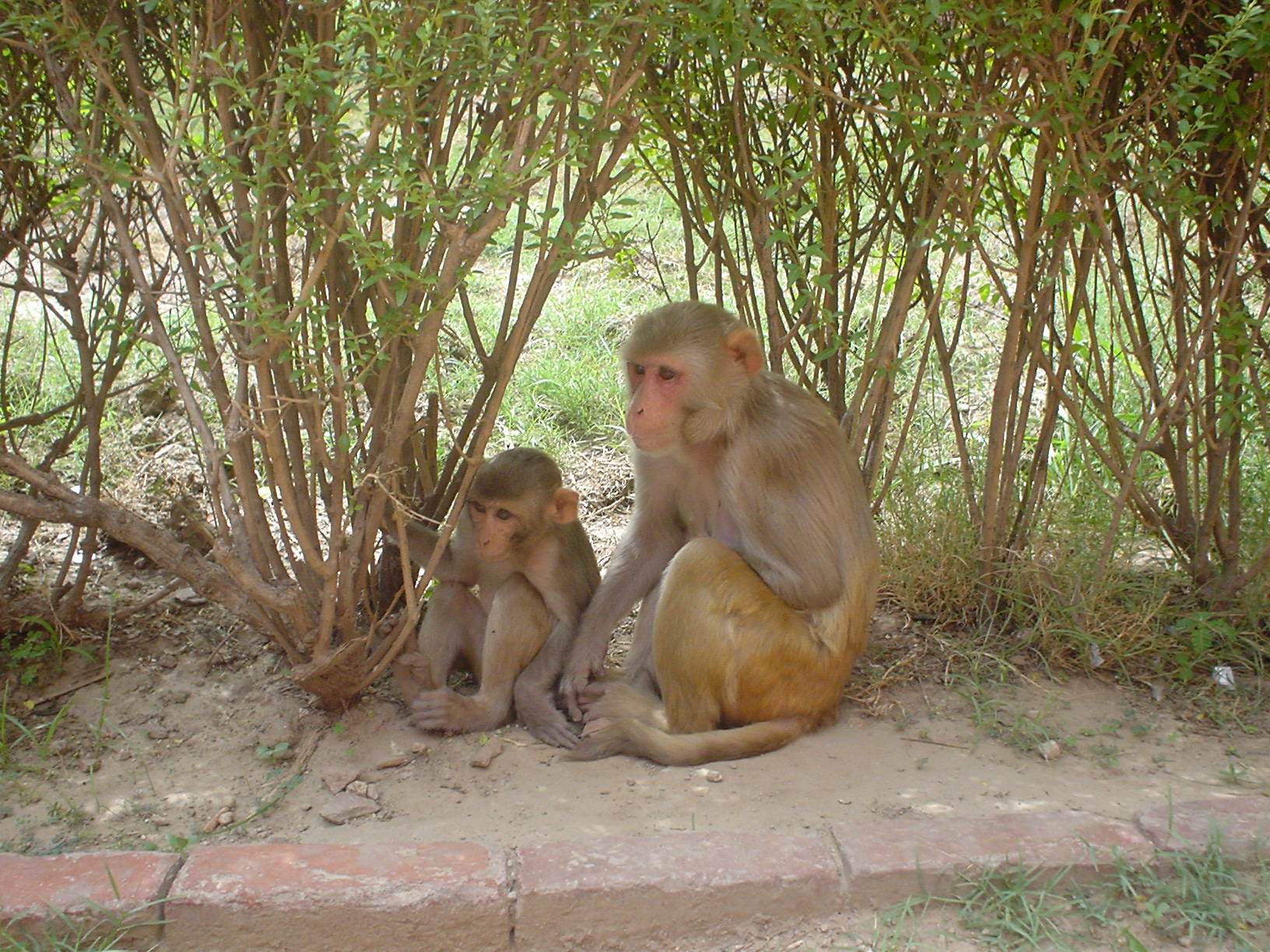
Macaca mulatta
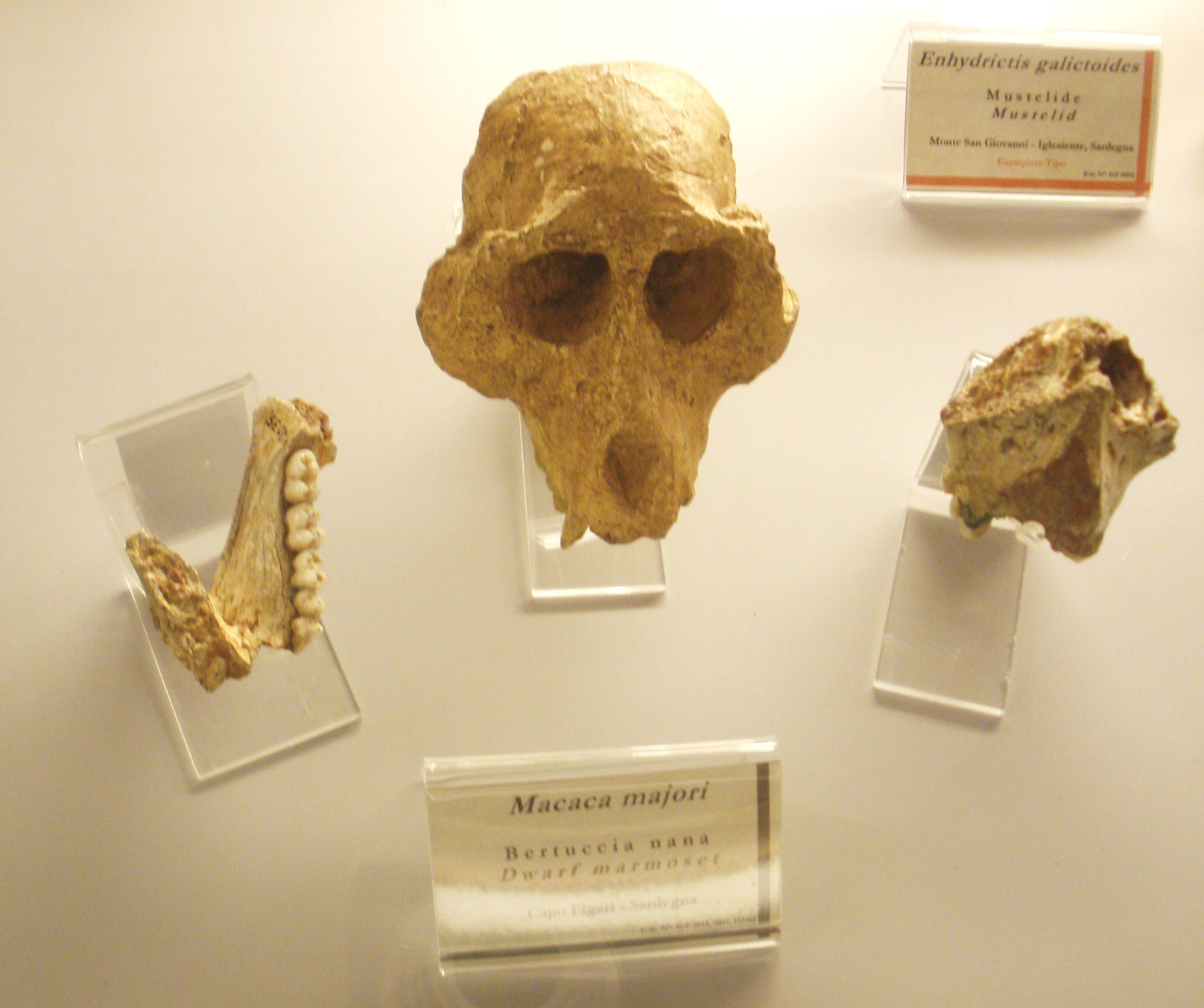
Macaca majori